# 杨长亚
杨长亚（1962年7月—），陕西商洛人，汉族，中国共产党党员。中华人民共和国政治人物、第十三届全国人民代表大会陕西省代表。

## 生平
杨长亚早年先后在商洛地区运输公司、中国人民银行商洛地区中心支行工作、先后出任中国人民保险公司商州市支公司职员、副经理、商洛地区中心支公司副科长、商洛地区行署财贸办公室干事、副主任科员、科长、山阳县副县长、商州市副市长、镇安县委副书记、县长、县委书记。2002年升任商洛市副市长。后升任市政府常务副市长、党组副书记，2008年升任中共商洛市委副书记。
2012年，离开故乡商洛市，出任陕西省人民政府副秘书长、办公厅党组成员，省信访局党组书记、局长。2015年4月，再度主政地方，出任中共铜川市委副书记、市人民政府市长。
2018年，杨长亚被选为陕西省出席第十三届全国人民代表大会代表。2018年4月，升任中共铜川市委书记。2020年9月，改任中共咸阳市委书记。
2022年1月17日，杨长亚被任命为陕西省人大常委会法制工作委员会主任。